# الانتخابات البرلمانية اللبنانية 1968
أجريت الانتخابات البرلمانية اللبنانية 1968خلال الفترة 24 مارس حتى 7 أبريل 1968. حيث فاز المرشحون المستقلون بأغلبية المقاعد، رغم أن العديد منهم كانوا أعضاء في كتل مختلفة. وكانت نسبة المشاركة في الانتخابات 49.6 ٪.
جرت الانتخابات في إطار مواجهة بين لوائح الحلف الثلاثي ولوائح النهج الشهابي.

## خلفية
وفقًا لدستور لبنان لعام 1960، تم تقسيم المقاعد الـ 99 بين المجموعات العرقية والدينية:
| المجموعة              | المقاعد |
| --------------------- | ------- |
| المسيحيون الموارنة    | 30      |
| السنة                 | 20      |
| الشيعة                | 19      |
| الأرثوذكسية اليونانية | 11      |
| الدروز                | 6       |
| الكاثوليك اليونانيين  | 6       |
| الأرمن الأرثوذكسية    | 4       |
| البروتستانت           | 1       |
| الكاثوليك الأرمن      | 1       |
| آخرون                 | 1       |

## النتائج
من بين 60 شخص مستقل:
- اعتبر 27 منهم جزءًا من الجبهة الديمقراطية البرلمانية وفروعها
- 14 ليس لديه انتماء
- 6 أعضاء في كتلة الأسد
- 4 أعضاء في كتلة سكاف
- 4 أعضاء كتلة السلام
- 3 أعضاء في كتلة أرسلان
- 2 في كتلة جنبلاط

## وصلات خارجية
- مجلس النواب اللبناني